# 스위트 투스: 사슴뿔을 가진 소년
《스위트 투스: 사슴뿔을 가진 소년》(영어: Sweet Tooth)은 2021년 넷플릭스에서 방영된 미국 판타지 드라마이다. 제프 러미어가 쓴 그래픽노블 《스위트 투스》를 원작으로, 짐 미클이 제작하였다. COVID-19 사태로 인해 출입국금지조치가 내려진 와중에도 뉴질랜드 정부의 허가를 받아 뉴질랜드에서 촬영하였다.
한국 시각으로 2021년 6월 5일 넷플릭스에서 공개되었다

## 전제
10년 전“The Great Crumble”은 세계를 혼란에 빠뜨 렸고 일부는 인간, 일부는 동물로 태어난 하이브리드 아기의 신비한 출현을 가져 왔다. 잡종이 바이러스의 원인인지 아니면 결과인지 확신 할 수 없는 많은 사람들이 그들을 두려워하고 사냥한다. 한적한 숲속 집에서 10년 동안 안전하게 생활 한 후, 거스 (Christian Convery)라는 이름의 보호 된 잡종 사슴 소년은 예기치 않게 Jepperd (Nonso Anozie)라는 방랑하는 외톨이와 친구가된다. 그들은 함께 거스의 기원, 제퍼 드의 과거, 고향의 진정한 의미에 대한 해답을 찾기 위해 미국에 남은 것을 가로 지르는 특별한 모험을 시작했다. 그러나 그들의 이야기는 예상치 못한 동맹과 적들로 가득 차 있고 거스는 숲 밖의 무성하고 위험한 세계가 그가 상상할 수 없었던 것보다 더 복잡하다는 것을 금방 알게된다.

## 출연진
- 크리스천 콘베리 - 거스 역
- 논소 아노지 - 토미 제퍼드 역
- 아딜 악타르 - 싱 박사 역
- 윌 포테이 - 거스네 아빠 역
- 다니아 라미레스 - 에이미 역
- 닐 샌딜랜즈 - 스티븐 애벗 장군 역
- 스테파니아 러비 오언 - 비어 역
- 알리자 벨라니 - 라니 싱 역
- 제임스 브롤린 - 내레이션

## 에피소드
1. 철조망 너머 바깥세상엔
2. 죽은 사람들 남기고 가서 미안
3. 이상한 사슴 짓
4. 비밀 소스
5. 저 안에 뭐가 있을까?
6. 낯설고 위험한 열차
7. 퍼바가 버디를 만났을 때
8. 덩치 아저씨